# Поройна (река)
Поройна (местност КЬОШКОВЕТЕ - старо наименование Боклуджа, съответно долината ѝ – КЬОШКОВЕТЕ - постарому Боклуджадере, тур. Отходна, отпадна река) е река в Североизточна България, област Шумен – община Шумен, ляв приток на река Голяма Камчия. Дължината ѝ е 26,5 km.
Река Поройна води началото си от извор-чешма на 468 m н.в. в Шуменското плато, в местността Висока поляна, западно от град Шумен. До Шумен тече на изток в дълбока и залесена долина след което преминава през центъра на града и постепенно завива на юг. Влива се отляво в река Голяма Камчия на 69 m н.в., на 1,5 km южно от село Радко Димитриево.
Площта на водосборния басейн на реката е 72 km2, което представлява 1,3% от водосборния басейн на река Камчия.
Реката е с дъждовно-снежно подхранване с максимален отток през месец март, а минимален – септември-октомври.
По течението на реката в Община Шумен са разположени град Шумен и селата Дибич и Радко Димитриево.
Водите на реката основно се използват за напояване.
От град Шумен до село Ивански, на протежение от 10 km по долината ѝ преминава участък от второкласен път № 73 от Държавната пътна мрежа Шумен – Карнобат.
Успоредно на шосета преминава и част от трасето на жп линията Шумен – Смядово – Комунари.

## Топографска карта
- Лист от карта K-35-30. Мащаб: 1 : 100 000.
- Лист от карта K-35-31. Мащаб: 1 : 100 000.